# 安倍晴明
安倍 晴明（あべ の せいめい / はるあき / はるあきら 、921年2月21日（延喜21年1月11日）- 1005年10月31日（寛弘2年9月26日））は平安時代の陰陽師。「晴明」を「せいめい」と音読みする場合が多いが、読み方は確定していない。鎌倉時代から明治時代初めまで陰陽寮を統括した安倍氏流土御門家の祖。官位は従四位下。

## 史実上の人物像

### 出自
晴明の系譜は不詳だが、中級貴族の大膳大夫・安倍益材（あべ の ますき）の子と伝わっている。
各種史書では『竹取物語』にもその名が登場する右大臣・阿倍御主人（みうし）の子孫とある。一部の古文書では安倍朝臣晴明ではなく安倍宿禰晴明と記載されるものも散見していることから、安倍朝臣姓の家系である阿倍御主人の子孫ではなく、安倍宿禰姓の家系である難波氏（難波吉士、のち忌寸、宿禰）の末裔説もある。

### 経歴
延喜21年（921年）に生まれたとされる。生地については生誕地を参照。
幼少の頃については確かな記録がない。陰陽道については賀茂氏の門下生であったという。
天徳4年（960年）40歳で天文得業生（陰陽寮に所属し天文博士から天文道を学ぶ学生の職）であった。その後の経歴は記録によって複数の説があるが、高田義人の整理によれば天徳4年に発生した内裏火災で焼損した霊剣鋳造の功労によって翌応和元年（961年）6月以降に陰陽師（官職）に任じられ、天禄元年（970年）に陰陽少属に昇進、
天禄2年（971年）には51歳で天文博士の兼任が認められた。
貞元2年（977年）、賀茂保憲が没した頃から陰陽道内で頭角を現す。その後、『占事略决』を撰した。
花山天皇の信頼を受けるようになり、記録にしばしば晴明が占いや陰陽道の儀式を行った様子が見られるようになる。花山天皇の退位後は、一条天皇や藤原道長の信頼を集めるようになったことが、道長の日記『御堂関白記』などの当時の貴族の日記から覗える。
そのほか、『小右記』によると、正暦4年（993年）2月、一条天皇が急な病に伏せった折、晴明が禊（）を奉仕したところ、たちまち病は回復したため正五位上に叙された。
長保2年（1000年）10月、一条天皇の新造内裏遷御において、御輿が南階の前に到着する前に晴明は反閇（）を奉仕した。応和の前例では、陰陽寮が供奉して散供していたが、晴明が陰陽道の傑出者であるため奉仕した。
『御堂関白記』によると、寛弘元年（1004年）7月には深刻な干魃が続いたため晴明に雨乞いの五龍祭を行わせたところ雨が降り、一条天皇は晴明の力によるものとして被物（）を与えるよう命じたことなどが記されている。
陰陽師として名声を極めた晴明は、天文道で培った計算能力をかわれて主計寮に異動し主計権助を務めた。その後、左京権大夫、穀倉院別当、などの官職を歴任し、位階は従四位下に昇った。陰陽寮を束ねる陰陽頭に就任することはなかったが、位階はその頭よりも上位にあった。さらに晴明の2人の息子（安倍吉昌、安倍吉平）が天文博士や陰陽助に任ぜられるなど、安倍氏は晴明一代の間に賀茂氏と並ぶ陰陽道の家としての地位を確立した。のちに賀茂・安倍（土御門）の両家は二大陰陽道宗家となる。
晴明の邸宅は『大鏡』によると土御門町口付近、『今昔物語集』によると土御門西洞院北東（現在の京都市上京区土御門町・菊屋町）にあったとされる。

### 末裔
系譜上安倍晴明の後裔とされる家柄としては、堂上家では、安倍氏嫡流の土御門家と、江戸時代にそこから分家した庶流倉橋家があり、明治以降は共に子爵に列せられ、子孫が現存する。 ただし安倍晴明の男系血脈は、宇多源氏綾小路家の子で倉橋家の養子となった倉橋有儀（1738年 - 1784年）と、その息子で土御門家の養子となった土御門泰栄（1758年 - 1806年）の代で断絶しており、現在の土御門家・倉橋家当主はいずれも更に養子相続を繰り返した結果、戦国時代の安倍氏当主土御門有脩から数えて共に4回の女系を経ることで存続している。 一方、土御門有脩の娘が勧修寺晴豊の妻、土御門泰福の娘が倉橋泰章（土御門久脩から5代目の男系子孫）の妻、さらにその泰章の娘が萩原員領の妻になり、みな子を残しているため、勧修寺家・萩原家（蘒原家）をはじめとする幾つかの堂上公家・華族の子孫、および現皇室に、女系を経て安倍晴明の血脈が受け継がれている。
また、地下家の幸徳井家も、系譜上は賀茂氏であるが、家祖友幸が安倍氏出身であり、安土桃山時代の当主・友豊まで晴明の男系血脈が続いた。

## 創作作品での人物像

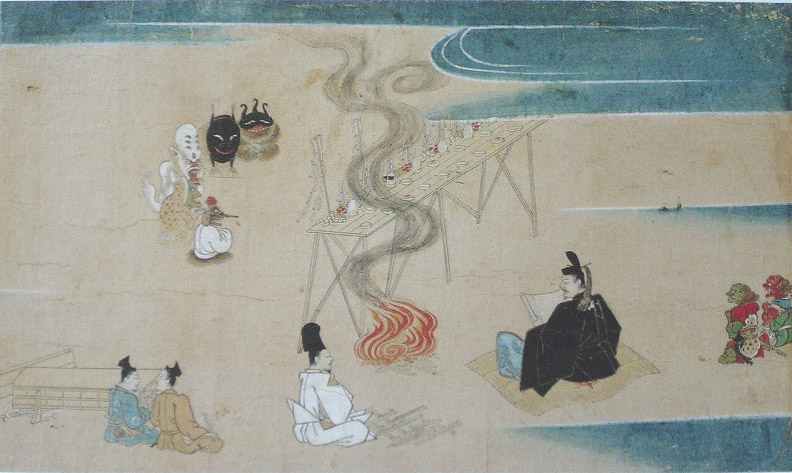
疫病神退治をする安倍晴明（泣不動縁起より）

今日では平安時代の代表的な陰陽師のように扱われている晴明であるが、その名が広く知られることになったのは晴明を説話の登場人物として扱った『大鏡』や『今昔物語集』が出た12世紀前半、すなわち晴明の死から100年ほど後の時代のことと考えられている。
しかし、これらの作品の同世代もしくは少し後の作品である『江談抄』や『中外抄』には、他の陰陽師の名は出ても晴明の名前は登場しない。11世紀後半から12世紀後半にかけて陰陽道といえば賀茂氏と認識される時代が長く続き、一方で安倍氏の者の中にも陰陽道にその才を示すものがいたものの、早世や内紛なども多く不振の時代であった。そのなかで、晴明流の安倍氏が自らの立場の安定化のために、祖先である晴明の顕彰活動を行ったと推測される。
その甲斐があったのか、13世紀（鎌倉時代）に入ると『古事談』『宇治拾遺物語』『十訓抄』などに晴明の活躍が記されるようになった。
また、晴明が阿倍仲麻呂の子孫とする説話がある。

### 平安文学
『大鏡』- 帝紀「花山天皇」
花山天皇が帝位を捨てて出家しようと寺に向かっている時、晴明の家の前をちょうど通ったところ、「天皇が退位されるとみられる天変があった。式神一人内裏に参上して奏上せよ」という晴明の声が聞こえた。
『今昔物語集』
「代師入太山府君祭都状語」
ある僧が重病を患い、弟子たちは安倍晴明に泰山府君祭を行って僧の病気を治してほしいと頼んだ。晴明は、弟子の誰かが僧の身代わりとなって寿命を差し出せば、都状に名前を記して泰山府君に頼んでみると答えた。弟子の一人が身代わりを申し出たので晴明が泰山府君祭を行うと、師匠の病気はたちまち回復した。弟子は死を覚悟したが、夜が明けてもまだ生きていた。弟子が不思議に思っているところに晴明がやってきて、「泰山府君は弟子を哀れんだので師匠も弟子も共に助かった」と伝えた。
なお『曽我物語』『安倍晴明物語』に類似の説話がある。
「安部晴明随忠行習道語」
1. 晴明が幼少の頃、賀茂忠行の夜行に供をしている時、夜道に鬼の姿を見て忠行に知らせた。忠行は晴明が優れた才能を持つことを悟り、陰陽道のすべてを教え込んだ。
2. 陰陽道の大家となった晴明は、ある時播磨国から来た陰陽師（後述）に術比べを挑まれたが、いともたやすく懲らしめた。
3. 仁和寺の寛朝僧正のところで、同席した公卿達に陰陽道の技でカエルを殺してみせるようにせがまれ、術を用いて手を触れずにカエルを真平らに潰した。
4. 晴明の家では式神を家事に使っており、人もいないのに勝手に門が開閉していた。

「播磨国陰陽師智徳法師語」
播磨国の陰陽師、智徳法師が方術で海賊を捕らえた物語だが、末尾に「智徳はこれほど優れた陰陽師でありながら晴明にはかなわなかった」と記されているので、前の物語に登場した播磨の陰陽師は彼のことだとわかる。

### 中世文学
『無名抄』
かつて晴明が在原業平の家に祈祷して火の力を封じたので、業平の家は長らく火災に遭わなかった。しかし、末世には晴明の力も及ばなかったのか、とうとう焼けてしまった。
『古事談』- 晴明、花山天皇の前生を知ること
花山天皇は頭痛を患い、雨の日は特に痛んだ。晴明は天皇の前世が優れた行者であることを見抜き、前世の髑髏が岩の隙間に挟まっているので雨の日にひどく痛むのだと説明した。晴明は髑髏のある場所を指し示し、使者が髑髏を取り出すと天皇の頭痛は治まった。
『続古事談』
安倍晴明が大舎人だった頃、勢多橋を通りかかったところで、慈光から貴方は陰陽道の達者になる者だと告げられる。そこで、晴明は陰陽師具曠の許へ行き弟子入りを志願するが断られる。次に賀茂保憲の許へ行ったところ、保憲は晴明の才能を見抜いて弟子に迎え入れた。
晴明はもっぱら術法に長けた者であり、学問については特に優れていたわけではなかったと言われている。
ある時、晴明は保憲の息子賀茂光栄と議論をしていて、晴明が「生前、保憲は光栄を自分より上に立たせることはなかった」と言うと、光栄は「愛弟子と実の息子とでは違う」と反論した。晴明が「保憲は陰陽道に関する数多の書物を自分に伝授してくれたが、光栄には伝えなかった。これがその証である」と言ったが、光栄は「その書物は私の許にある。また、父保憲は自分に暦道を伝授してくれた」と言い返した。
『宇治拾遺物語』
「晴明蔵人少将封ずる事」
晴明がある時、カラスに糞をかけられた蔵人少将を見て、カラスの正体が式神であることを見破り、少将の呪いを解いてやった。
「御堂関白の御犬晴明等奇特の事」
藤原道長が可愛がっていた犬が、あるとき道長が法成寺に入るのを止めようとした。道長が晴明に占わせると、晴明は呪いがかけられそうになっていたのを犬が察知したのだと告げ、呪いをかけた陰陽師道摩法師を式神を使って見つけ出して捕らえた。
『十訓抄』にも同様の記述がある。
『平家物語』-「剣巻」
貴船神社に祈願し鬼となった橋姫の腕を渡辺綱が切り落とし、播磨守であった晴明が封印した。
なお「剣巻」を元に制作された能の演目『鉄輪』にも晴明はワキとして登場する。
『源平盛衰記』
「巻三 法皇熊野山那智山御参詣の事」
花山法皇が山に籠もっていると天狗が妨害してきたので、法皇は陰陽博士・安倍晴明を召した。晴明は狩籠の岩屋に多くの魔類を祀った。
「巻十 中宮御産の事」
治承2年（1178年）11月12日から、平徳子は産気づいたが出産しなかった。母である平時子が一条戻橋で橋占をしたところ、12人の童が同じ歌を歌って橋を渡っていった。昔、安倍晴明は天文道を究め十二神将という式神を使役していたが、晴明の妻は式神の顔を怖がった。そこで、晴明は呪いで式神を橋の下に隠し置き、必要な時だけ喚び出していたというので、12人の童というのは十二神将の化現だろうと推測された。
『古今著聞集』-「巻七 陰陽師晴明、早瓜に毒気あるを占ふこと」
晴明が早瓜を占ったところ、そのうちの一つの瓜から毒気を感じたので取り出してみた。僧正・観修が念仏を唱えていると瓜が揺れ始めた。藤原道長は医師・丹波忠明に毒気を治すように命じ、忠明は瓜に針を刺した。すると、瓜の動きが止まったので、源義家が刀を抜いて瓜を割った。瓜の中では小さな蛇が死んでいた。
『撰集抄』「巻八 一〇四 空也上人の手を祈ること」にも同様の説話が収録されている。
『簠簋内伝』
『簠簋内伝』は『金烏玉兎集』とも呼ばれ、後世に陰陽道の経典となる秘伝書。晴明が著者に仮託されている。

### 近世
『芦屋道満大内鑑』
| 「 | 朱雀天皇の御代、天文博士の加茂保憲が急死し、陰陽道の奥義書『金烏玉兎集』を誰が継ぐかをめぐって争いが起こり、高弟にあたる安倍保名と蘆屋道満も巻き込まれる。そのうちに同書が盗まれる事件が起き、保憲の娘で安倍保名の恋人である榊の前がこの争いを苦に自害。保名は悲嘆のあまり気がふれてしまい、形見の小袖をまとい榊の前の幻を追って徘徊する。 信太森に至った保名は、榊の前と瓜二つの妹・葛の葉に出会い、正気に戻る。保名は、信太森の中で石川悪右衛門に追われていた白狐を助けるがその際に重傷を負う。その時に介抱してくれたのが葛の葉で、二人は夫婦となり男児（安倍童子。のちの安倍晴明）に恵まれて幸せに暮らしていた。 ところが童子が五歳になった折、葛の葉は自らの正体が本物の葛の葉ではなくかつて保名に救われた白狐であると明かし、童子を保名に託し断腸の思いで信太森へ帰って行った。去り際に障子へ書き残したという和歌「恋しくば たずね来てみよ 和泉なる 信太の森の うらみ葛の葉」は名高い。 | 」 |

この『芦屋道満大内鑑』を始めとして、晴明の父を安倍保名という人物、母を葛の葉という狐とする作品が存在する。
『安倍晴明物語』
浅井了意作の仮名草子。

### 現代
小説家の夢枕獏の書いた長編小説『陰陽師』の影響で平安時代に活躍した天才的な占い師や魔術師として様々なメディアで取り扱われている。

## ゆかりの事物

### 陰陽道

晴明紋

- セーマンドーマン - 現在に残る陰陽道の名残と言われる咒であるが、五芒星と九字が描かれていることから安倍晴明の吉祥紋であり、蘆屋道満安倍家陰陽道の名残ではないかとも言われている。

### 寺社
| 都府県   | 名称・所在地                      | 概要 |
| -------- | --------------------------------- | --- |
| 福島県   | 福島稲荷神社 （福島市宮町）       | 晴明が詔を奉じて奥羽下向の際、吹島の里（後に福島と改む）に社を建て豊受比売大神を総鎮守とした。 |
| 福島県   | 羽黒山真浄院 （福島市清明町）     | 朝廷は晴明と蘆屋道満の二人を東奥（福島）に遣わして悪さをする杉の精を封じ祀ったとされる。その功を称え境内に晴明塚が建てられた。 |
| 千葉県   | 川口神社 （銚子市川口町）         | 晴明と延命姫との悲恋の伝説の舞台 |
| 東京都   | 五方山熊野神社 （葛飾区）         | 晴明がこの地に立ちよった際、この土地を清浄なる聖地として選び、境内を正五角形に造設、熊野三社を勧請した |
| 神奈川県 | 八雲神社 （鎌倉市山ノ内）         | 境内に近くから移設された「晴明石（別名：びっこ石）」と呼ばれる石がある。知らずに踏めば足が丈夫になり、知っていて踏めばびっこになるといわれ、晴明が厄除けのために置いた石だという伝承がある。 |
| 福井県   | 木田神社 （福井市）               | 境内社に安倍晴明を祀る「晴明神社」がある |
| 福井県   | 晴明神社 （敦賀市）               | 拝殿内に安倍晴明が陰陽道の研究に使った御神体の「祈念石」がある |
| 福井県   | 天社宮 （おおい町）               | 土御門家が泰山府君祭料地として朝廷から賜り、応仁の乱時に安倍氏当主が移住して以来、同家の役所が置かれていた。現在、土御門家が霊元天皇から賜った「天社宮」の宮号と、陰陽道由来の土御門神道を唯一継承している。晴明末裔たる土御門家の社稷を継承している故、安倍晴明信仰の実質的「総本宮」のひとつ。 |
| 岐阜県   | 正光寺 （大垣市）                 | 境内に猛獣や毒蛇に困っていた里人の話を聞いた晴明が、南方500ｍの山麓にある巨石に向けて呪文を唱え、災いを封じたとされる「安倍晴明祈り石」がある |
| 静岡県   | 翁稲荷神社 （静岡市）             | 駿府で唯一晴明が祀られている |
| 静岡県   | 風祭山福王寺 （磐田市）           | 境内の「晴明堂」に安倍晴明権現として祀られ毎年3月8日に風祭りの行事がある |
| 静岡県   | 水神宮 （掛川市）                 | 安倍晴明が勧請したといういい伝えがある |
| 静岡県   | 能満寺 （吉田町）                 | 寺伝によると境内の蘇鉄は、晴明が中国から長徳元年（995年）持ち帰って植えたといわれている |
| 愛知県   | 名古屋晴明神社 （名古屋市千種区） | 寛和3年（987年）に晴明が尾張で毒蛇退治をした際、この地（尾張国狩津荘上野邑）に居住していた屋敷跡と伝わる |
| 愛知県   | 晴明神社 （岡崎市本町通）         | 晴明が諸国遊歴の折この地に居を構え陰陽術を伝えたという伝承が残る |
| 愛知県   | 晴明神社 （岡崎市唐沢町）         | 晴明が諸国巡礼中に当地唐沢に居住との伝承があり、晴明屋敷と呼ばれていた |
| 滋賀県   | 園城寺 （大津市）                 | 泰山府君の法を使う安倍晴明の説話「泣き不動縁起」の舞台となった |
| 京都府   | 閑臥庵 （京都市北区）             | 晴明が貴船神社に安置されていた鎮宅霊符神を当地に遷座し、神像を開眼したという伝承が残る |
| 京都府   | 晴明神社 （京都市上京区晴明町）   | 一条戻橋のたもと（北西）にあったとされる晴明の屋敷跡に建てられたという、晴明を祭神として祀る神社。境内には晴明が念力により湧出させた井戸「晴明井」がある。晴明信仰の一大拠点であり、天社宮と共に「総本宮」の一つ。                                                                               |
| 京都府   | 清浄華院 （京都市上京区北之辺町） | 安倍晴明が登場する説話「泣不動縁起」絵巻を所蔵する。『宇治拾遺物語』に載る「御堂関白の御犬晴明等奇特の事」の舞台となった法成寺跡から発掘された礎石も保存する |
| 京都府   | 真如堂 （京都市左京区）           | 真如堂で晴明が死んだ時、不動明王が現れ「この者はまだ死ぬべき定めにない」と訴えたために、閻魔大王から「生き返った後、人々を救うために使いなさい」と五芒星の印判「決定往生の秘印」を受け取り、この世に蘇ったと伝えられている                                                                       |
| 京都府   | 遍照寺 （京都市右京区）           | 『今昔物語集』や『宇治拾遺物語』の中に、晴明による遍照寺での出来事が記されている |
| 大阪府   | 阿倍王子神社 （大阪市阿倍野区）   | 境外末社「安倍晴明神社」に晴明が祀られている |
| 兵庫県   | 慶明寺 （神戸市西区）             | 境内に晴明自筆と伝える、自然石に梵字が彫られている石碑がある |
| 奈良県   | 安倍文殊院 （奈良市）             | 境内にある「安倍晴明堂」は、かつて晴明がここで陰陽道の修行をしたという寺伝があることから建立された |
| 和歌山県 | 安倍晴明社 （田辺市）             | 恩行司の川底で神秘の光を放つ玉石を村人が拾い上げ、これを晴明のご神体であると考え、谷口の里に祠を建て「安倍晴明大明神」と祀った |
| 和歌山県 | 熊野那智大社 （那智勝浦町）       | 花山法皇が那智に籠ったとき、天狗が様々な妨害をしたので呼び寄せた晴明により、二柱の式神をもって魔物たちを岩屋に狩り籠めたと『源平盛衰記』（巻第三）に記述されている |
| 岡山県   | 安倍神社 （浅口市）               | 晴明がかつて居住したとされる阿部山（屋敷があったのは遙照山という説もある）の山頂付近に鎮座している |
| 香川県   | 冠纓神社 （高松市）               | 晴明が神主をしていたという伝承がある神社。丸亀藩の広撰地誌によればこの地が出生地との伝承がある。境内末社「安倍晴明神社」に晴明が祀られている。 |
| 香川県   | 善通寺 （善通寺市）               | 『今昔物語集』に、讃岐を訪れた晴明が暗い夜道を式神に松明を持たせて歩いていると善通寺の前を通りかかった際に式神が「弘法大師が書いた山門の額が霊験あらたかで前を通れない」と逃げてしまった、という説話がある。                                                                                     |

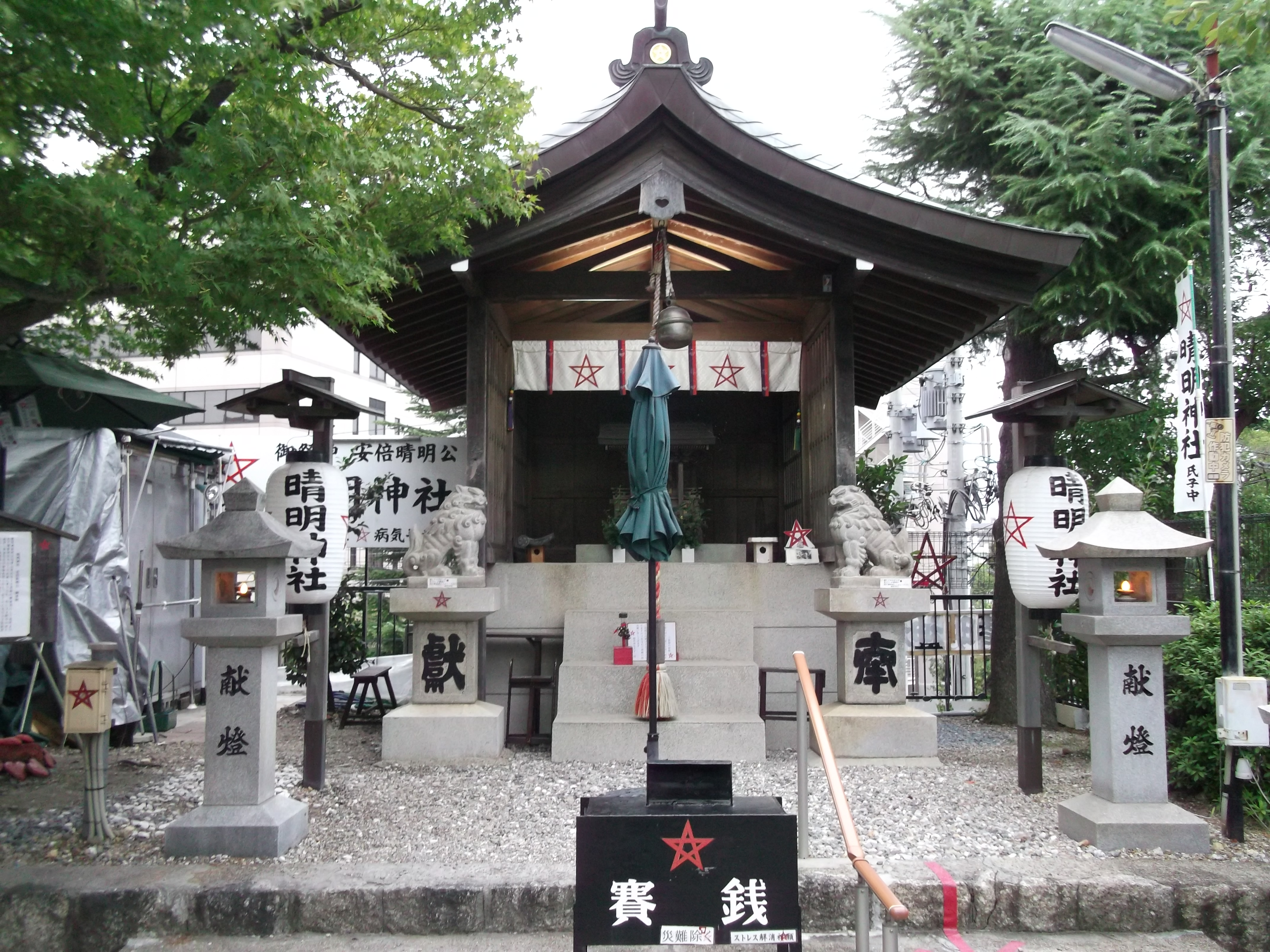
名古屋晴明神社
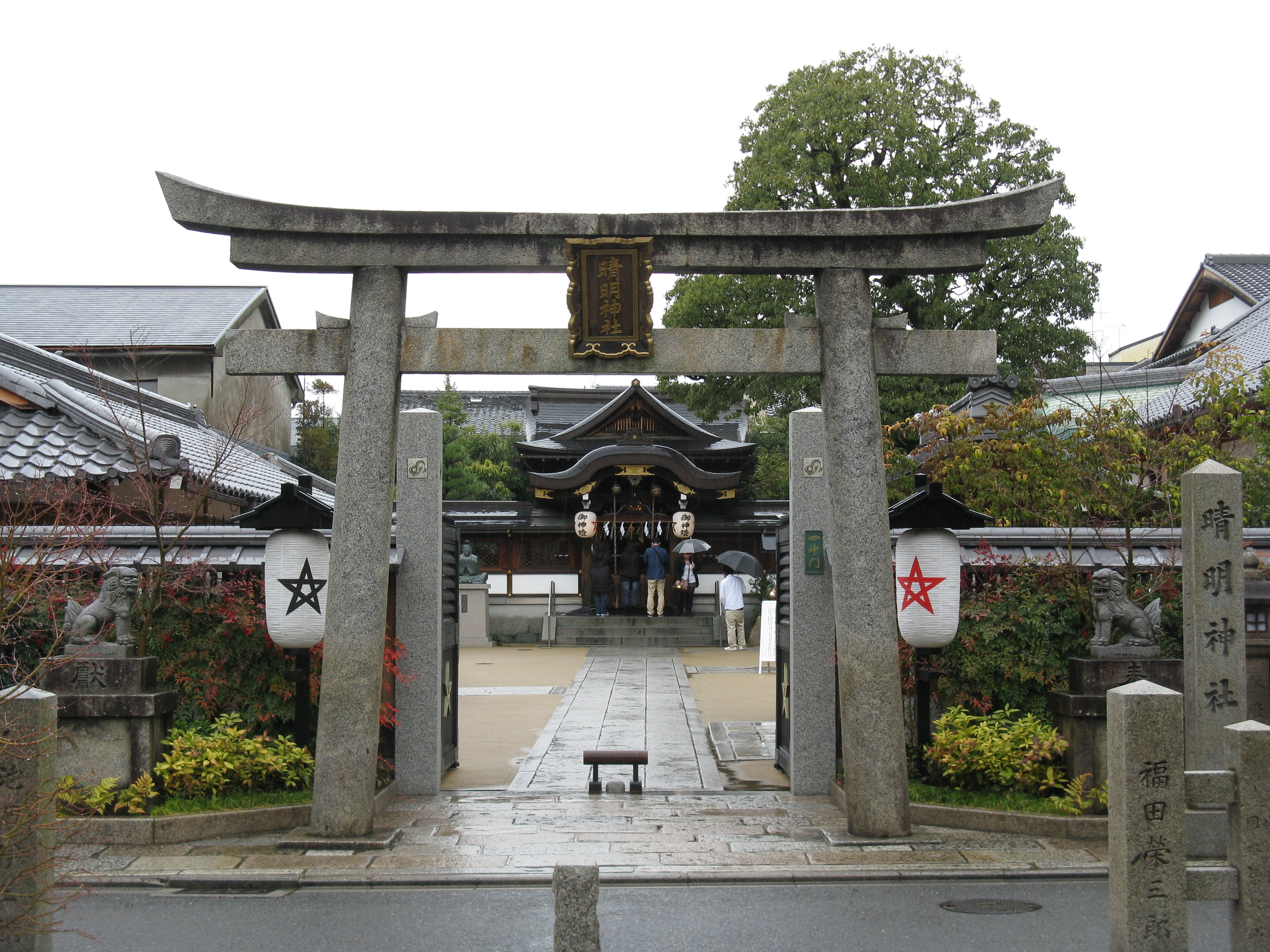
晴明神社（京都市）
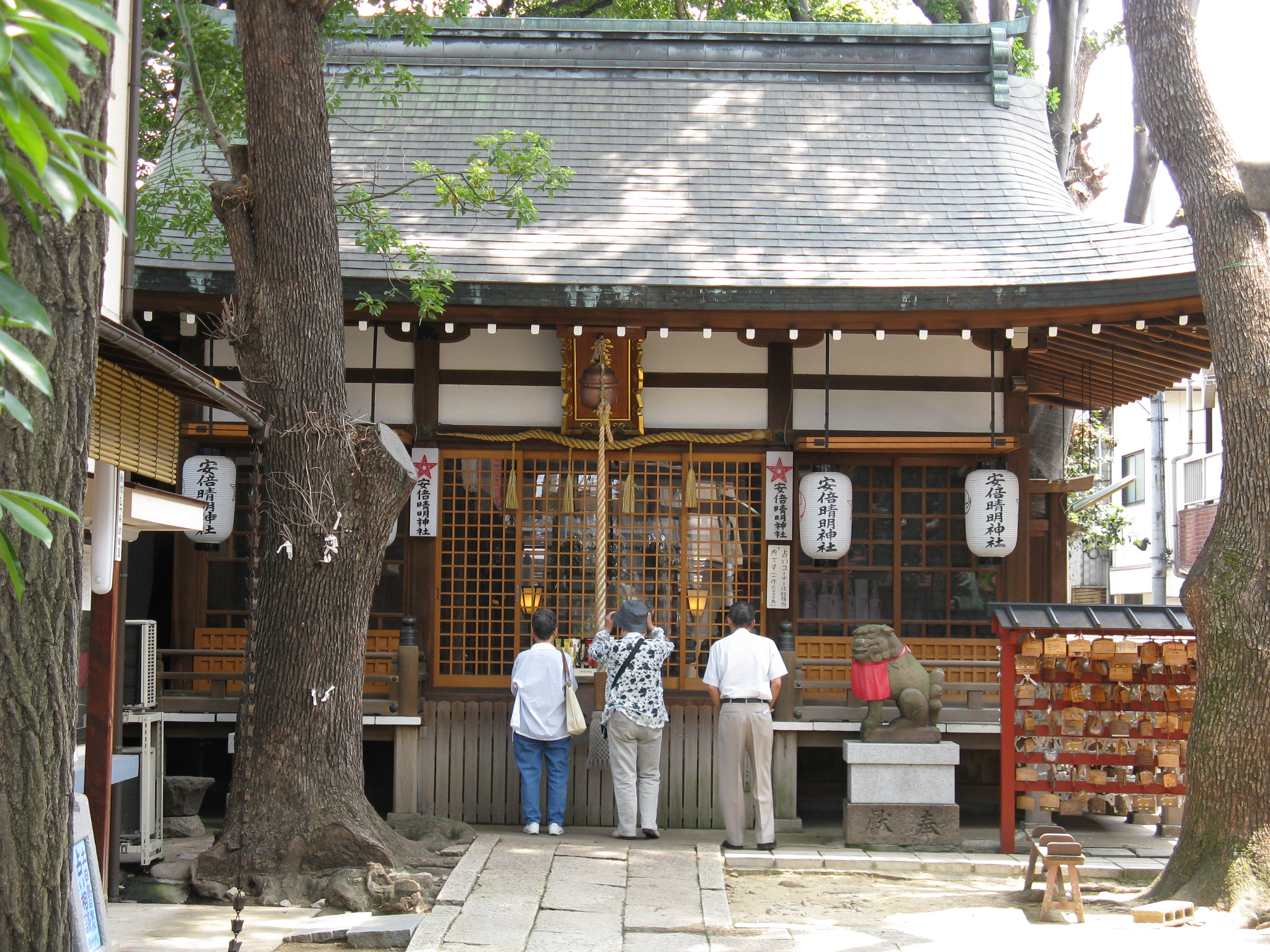
安倍晴明神社
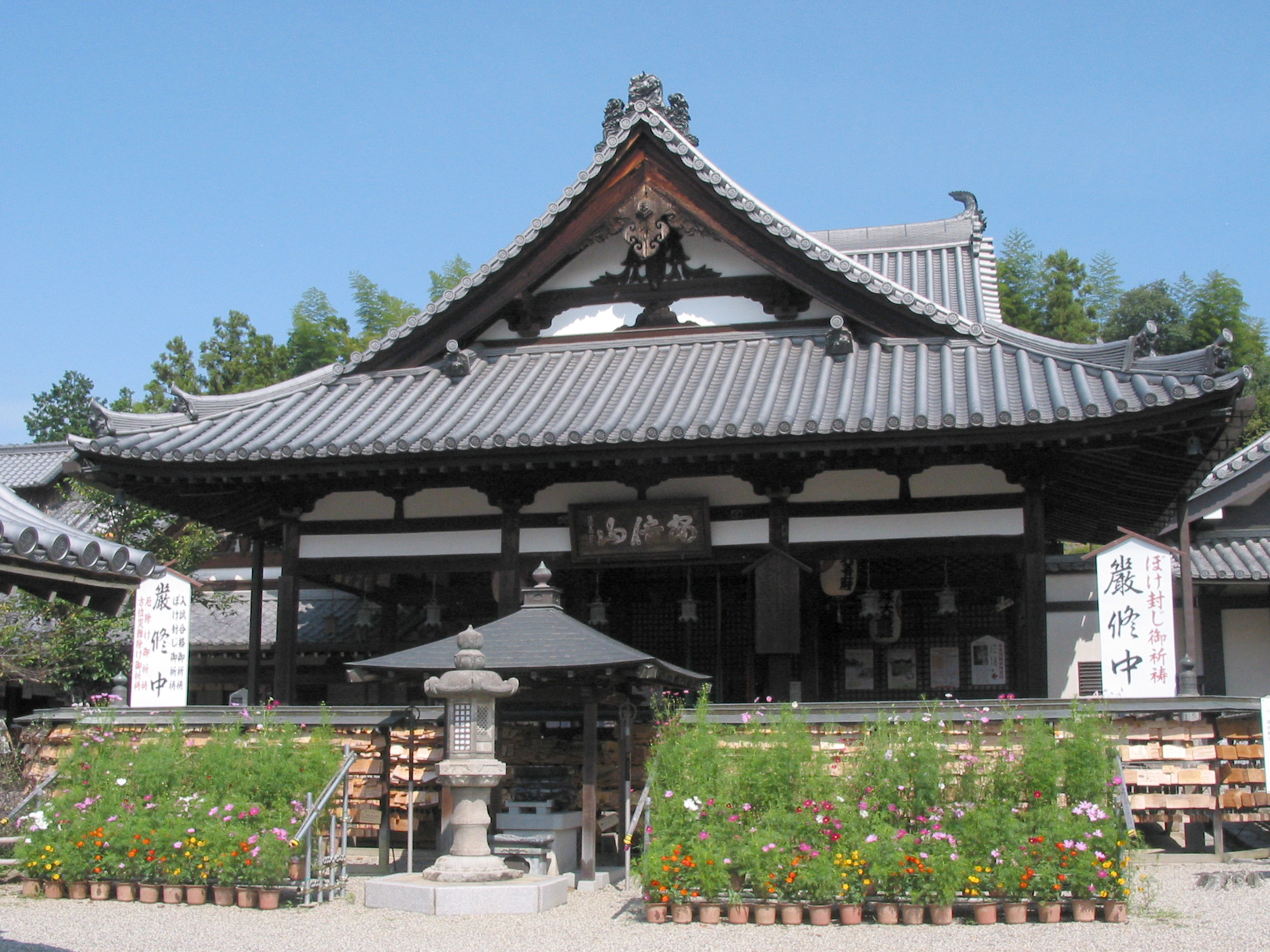
安倍文殊院
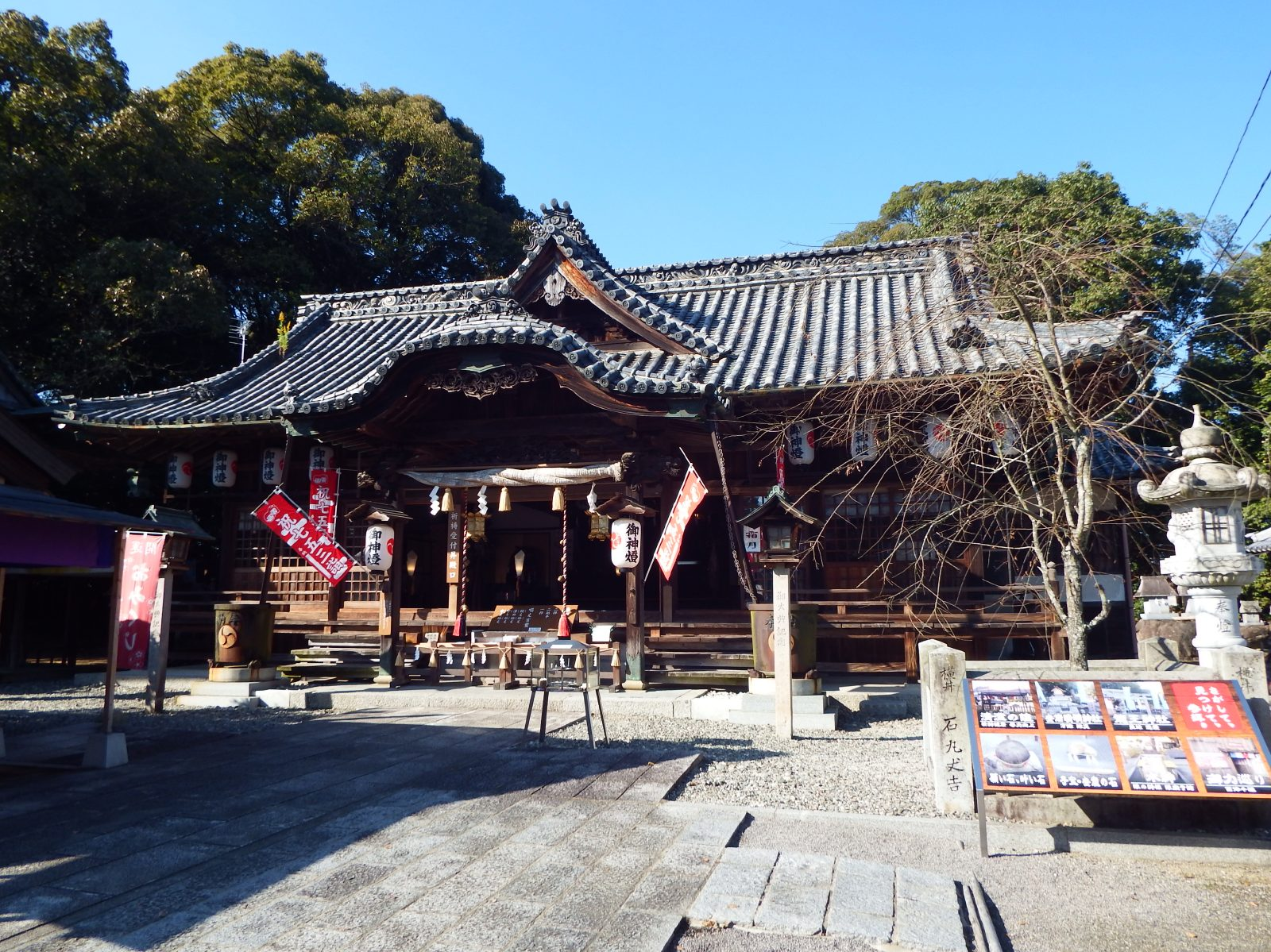
冠纓神社

この表の他にも晴明を祭神として祀る晴明神社が各地に存在している。

### 由緒地
後世の陰陽師が、晴明にあやかろうと信仰したため、日本各地に晴明を祀った晴明塚といわれる塚が建立されている。他にも以下の土地に伝承が残る。
- 屏風ヶ浦（千葉県銚子市）- 延命姫から逃げる晴明は屏風ヶ浦「通漣坊」にて着物と履き物を脱ぎ捨て投身自殺を装い、自らは近くの寺に身を隠した。その晴明の着物と履き物を見て延命姫が身投げした場所。
- セーメーバン（山梨県大月市）- 山名が晴明に由来するという伝承がある。
- 喜八河戸（）（岐阜県揖斐川町）- 晴明が諸国巡遊の途中、当村の住人喜八の家に宿した折に湧き出る清水の効力を褒めた現存する井戸[32]。
- 晴明塚（静岡県掛川市）- 晴明が津波被害の話しを聞き、あずき色の小石を積み上げて祈祷し、以後この村だけ津波の被害がなくなったと伝えられている。
- 阿寺の七滝（愛知県新城市）- 晴明が若年期に修行したという伝説が残る滝
- 晴明塚（愛知県蟹江町）- 日吉神社の鬼門封じの場所。晴明が火伏せの祈祷を行った場所とされ、その時に用いた刀や法螺貝を埋めた場所と伝えられる[33]。
- 一条戻橋（京都市上京区）- 『源平盛衰記』によれば、晴明は自分が操る式神十二神将を橋の下に隠していたと書かれている。
- セイメイさん（兵庫県加古川市）- JR加古川線の厄神駅建築工事中に掘り出された顔像が刻まれた石板。病気平癒に霊験あらたかとされる[34]。
- 猫又の滝（和歌山県田辺市龍神村）- 晴明が里の妖怪を杖を柱に笠を屋根とみなして三日三晩護摩を焚き、その法力で滝に封じ込めた伝承が残っている[35][31]。
- 笠塔山 （和歌山県田辺市龍神村）- 晴明が妖怪を笠の下に封じ込めて退治したという伝承がある[36]。
- 晴明の蛭伏石（和歌山県田辺市本宮町）- 血を吸うヒルに悩む住人のもとに現れた晴明が、祈祷によってそれを抑え、この石を大切にするよう言い残して去ったとの伝承がある[31]。
- 安倍晴明の腰掛石（和歌山県田辺市中辺路町）- 熊野を旅する途中、この石に腰を下ろして休んでいた晴明。その時、上方の山がにわかに崩れはじめ、法力で崩壊を未然に食い止めたと伝えられている[31]

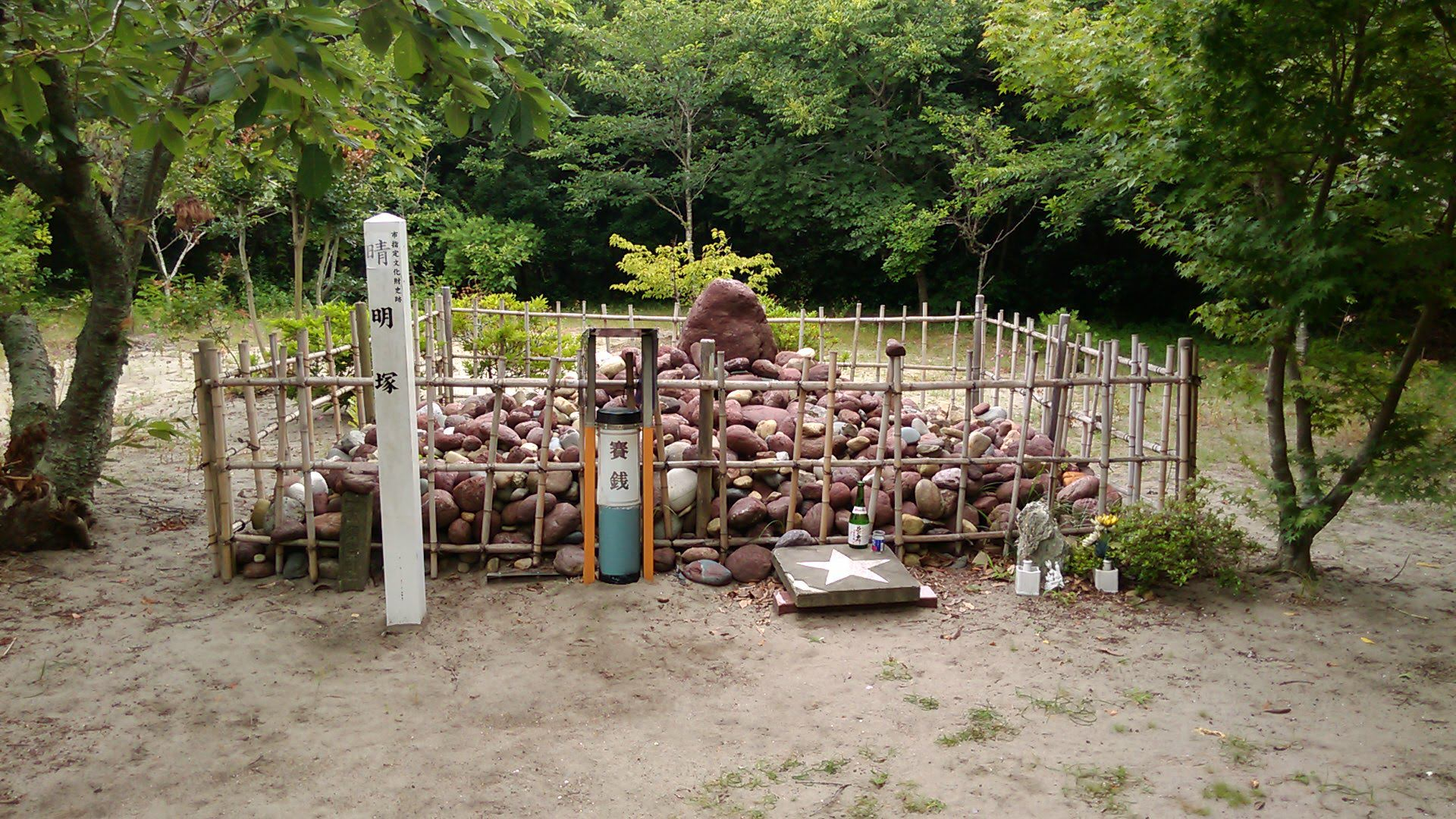
晴明塚（掛川市）
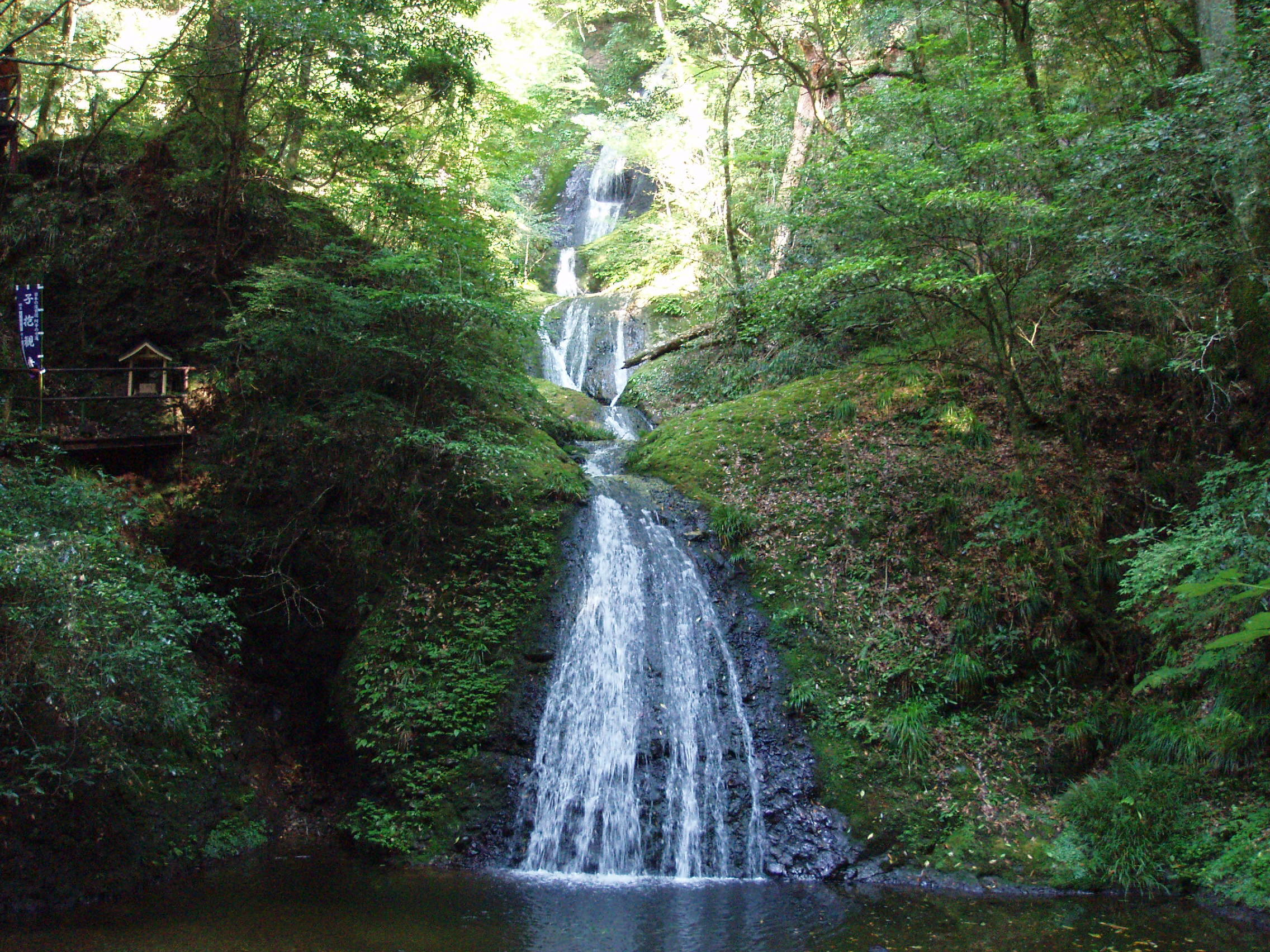
阿寺の七滝
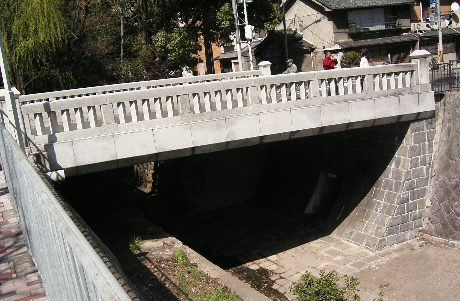
一条戻橋

### 生誕地
- 猫島（茨城県筑西市）-『簠簋抄』（ほきしょう）に書かれた「簠簋内伝」の由来に、安倍晴明が猫島で誕生したとの伝承が記されている。猫島には晴明が築いたことに由来する晴明橋という石橋があったとされ、現在は晴明橋公園内に「安倍晴明生誕の地」の石碑がある[37]。
- 坂本（滋賀県大津市）-『簠簋袖裡伝』に書かれた「簠簋内伝」の由来に、安倍晴明は花山天皇の代に坂本に出生したと記されている[38]。
- 讃岐国香東郡井原庄（香川県高松市香南町）-『空華日用工夫略集』によれば安倍晴明は讃岐出身とされている。『讃岐国大日記』『讃陽簪筆録』によれば讃岐国香東郡井原庄、丸亀藩の公選地誌『西讃府志』によれば讃岐国香川郡由佐に安倍晴明が生まれたとされている。[要出典]

### 墓所
- 安倍晴明墓所（京都府京都市右京区嵯峨天龍寺角倉町12）-　安倍晴明は寛弘2年（1005年）9月26日に85歳で亡くなり、嵯峨野の「塔頭・寿寧院」に葬られたと伝わっている。荒廃していたため、昭和47年（1972年）に晴明神社、天社土御門神道の協力の下、晴明神社奉賛会により神道式に改修・建立されて、現在晴明神社の飛び地境内として管理されている。
- 赤碕塔（鳥取県東伯郡琴浦町赤碕）- 町内の名所である花見潟墓地の東端に高さ約３ｍの宝篋印塔があり、昭和10年（1935年）に調査の結果「赤碕塔」と命名され、昭和31年（1956年）5月には鳥取県指定保護文化財に指定される。制作年代は鎌倉末期頃とされている[39]。この赤碕塔は元禄7年（1694年）『伯陽六社道乃記』に「晴明たうまん」、安永２年（1772年）『伯路記』に「安倍道満晴明ノ墓アリ」との記述があり、この塔は安倍晴明の供養塔と考えられている。近くには蘆屋道満の供養塔もある。[要出典]
- 晴明霊墳（岡山県浅口市金光町占見宮東）- 石碑は明治22年（1889年）建立とある。この晴明霊墳碑から500mほど東の荒神社の隣に「道満」碑も鎮座する。[40]

### 冠名語
- 晴明 (小惑星)：晴明にちなんで名付けられた小惑星。
- 京都大学3.8m望遠鏡：晴明にちなんで愛称が「せいめい望遠鏡」となった。
- SEIMEI：夢枕獏原作の劇場版『陰陽師』のサウンドトラックを用いた羽生結弦のフリースケーティング用プログラム。